# Rotas de dispersão do Homo sapiens
A questão sobre onde e quando os primeiros os hominínios arcaicos se desenvolveram para Humanos Anatomicamente Modernos (HAM), Homo sapiens, se divide em duas hipóteses principais: o modelo da Evolução Multirregional e o modelo da Origem Única, chamado de "Out of Africa" (OoA). O primeiro deles foi desenvolvido por Weidenreich (1946) a partir da constatação da existência do Homo erectus em regiões consideravelmente variadas durante o Pleistoceno. A partir disso, seria possível compreender que, após deixar a África cerca de 1 milhão de anos atrás, as populações de hominínios arcaicos se expandiram e se desenvolveram em múltiplas formas, locais e regiões dentro e fora do continente africano. Para a segunda hipótese, a expansão teria sido única e uniparental, tendo sido seguida por um processo contínuo de substituições seriais da espécie. Segundo essa hipótese, uma vez se desenvolvido e se expandido para além da África, teria ocorrido uma sequência de extinções de subespécies de ancestrais do gênero Homo entre 55 e 200 mil anos atrás.

## Origem
Os fósseis mais antigos de Humanos Anatomicamente Modernos remontam de 160 a 200 mil anos atrás (ka) e foram encontrados por Richard Leakey no leste da Etiópia em 1967. Trata-se do Omo I (195 ka) e do Herto (160 ka). A partir de evidências sobretudo genéticas envolvendo populações africanas modernas, atualmente também são consideradas hipóteses de uma origem no HAM no Norte e ao Sul do continente africano. Essa segunda, porém, chama a atenção antes para a complexidade genética das populações da África subsaariana que fornecem evidências concretas como no caso dos achados paleoantropológicos ao leste africano.

## Saída do continente africano
O processo de expansão territorial de populações de Humanos Anatomicamente Modernos para fora do continente africano é abordado por diferentes correntes pelos pesquisadores, todas elas envolvendo ondas distintas do ponto de vista da datação, e das rotas. Qaunto à datação, há duas propostas dominantes sobre o período em que a dispersão do Homo Sapiens para fora da África tenha se dado, ambas podem ser estimadas com base na supererupção do vulcão Toba, ca. 75 mil anos. 
A primeira delas sugere que a dispersão para a Eurásia teve lugar em torno de 50-60 mil anos e atingiu a Austrália em 45-50 mil anos, e pode ser classificada com Pós-Toba (50-60 ka); ao passo que a segunda supõe que tenha havido uma dispersão mais remota, em cerca de 100-130 mil anos, e teria sido anterior à erupção, podendo ser classificada como Pré-Toba (100-130 ka).

## Rota Norte
A Rota Norte de dispersão foi proposta como uma das ondas de migração do humano moderno para fora de seu local de origem e, de acordo com dados recuperados dos sítios arqueológicos de Skhul e Qafzeh (Israel), teria ocorrido entre 100.000 a 130.000 anos atrás. A hipótese indica que alguns grupos humanos seguiram o curso do rio Nilo, entraram na região do Levante e migraram para Eurásia dentro dos continentes. 
Vale ressaltar que esta rota faz parte da teoria de dispersão múltipla proposta por Marta Mirazón e Robert Foley em 1994 , em que se busca tratar da diversidade - comportamental, linguística, morfológica e genética - desenvolvida nos humanos modernos a partir de várias rotas migratórias desenvolvidas por populações de Homo sapiens variadas na África, entretanto, esta rota é geralmente colocada em oposição à Rota Sul, dividindo opiniões entre os estudiosos da área, apesar dos registros indicarem que foram realizadas pelo menos duas grandes rotas de dispersão durante o Pleistoceno Superior, provavelmente, motivadas por variações climáticas do período.

### Evidências arqueológicas
Comumente considerada como uma rota de dispersão que falhou - os primeiros HAM que a teriam feito se extinguiram -, por aqueles que defendem a hipótese da Rota Sul como único pulso de dispersão que sucedeu após o MIS-5 (Estágio Isotópico de Oxigênio Marinho 5), a Rota Norte encontra suporte em recentes achados arqueológicos de ferramentas de pedra no sítio de Faya-1 em Xarja, que indica a ocupação de humanos modernos no local há, pelo menos 120.000 anos atrás. Muitas evidências datadas de entre 100 e 80 mil anos, e compostas por indústria lítica e assemblagem de pedras na Península Arábica indicam ter havido uma ocupação expandida por essa região, que sugere uma complexidade da ocupação do período.
Levanta-se a hipótese da Rota Norte como parte de uma dispersão maior que permitiu a chegada e até mesmo a interação de H. sapiens com outros hominínios que habitavam a Eurásia neste período, corroborada por achados na Caverna Denisovana em 2010, compostos por amostras de DNA Mitocondrial de um hominídeo desconhecido na Caverna Denisovana. Esse dado se seguiu a uma ampliação do território de cobertura de ocupação do Denisovano mapeável pelos pesquisadores. Em 2016, foi identificada sequência de genoma de Neandertal em Altai, Sibéria. 
Esses achados na Caverna Denisovana chamaram atenção de estudo posteriores para sítios arqueológicos situados em regiões de média a alta latitude, o que se seguiu de novas descobertas de genes ancestral em humanos Mal’ta (centro-sul da Sibéria), Ust’-Ishim (leste da Sibéria), Kostenki (Planície da Rússia Central), Caverna de Tianyuan (50 km Sudoeste de Beijing).

## Rota Sul
Mais amplamente aceita, a hipótese de dispersão pela Rota Sul indica uma onda migratória costeira que se iniciou entre 70.000 a 50.000 anos atrás e seguiu os litorais da África, Arabia, Índia e chegou ao Sahul - continente composto pelas atuais Austrália, Tasmânia e Nova Guiné - em, aproximadamente, 45.000 anos atrás.
A teoria, primeiramente proposta por…, indica que um grupo de humanos modernos cruzou o estreito de Bab-el-Mandeb pelo Chifre da África, chegando na Arábia Saudita e seguiu a costa do Oceano Índico até o Sudeste Asiático. Ela é mais aceita devido às análises dos genomas das populações atuais e atribuição dos haplogrupos de DNA mitocondrial e cromossomo Y, sendo que as linhagens de fora da África (M e N) descendem do haplogrupo L3 de, aproximadamente, 70.000 anos e, são observadas similaridades genéticas entre grupos aborígenes modernos do Sudeste asiático e da Austrália. 

### Limitações
Apesar dos dados genéticos, a escassez de evidências fósseis e arqueológicas nos litorais que suportem a hipótese da dispersão pela Rota Sul e a ideia de que os grupos que seguiram esta rota utilizaram recursos marinhos para sua sobrevivência indica a possibilidade de que ela não seja a única dispersão bem sucedida após a primeira dispersão Levantina. No entanto, deve-se considerar que antes do Último Período Glacial, o nível do mar era bem abaixo do observado no Holoceno, o que indica que, provavelmente, os registros de atividade exploratória e assentamentos humanos litorâneos estão inacessíveis atualmente por estarem submersos no oceano. 
Além disso, achados de fragmentos de organismos marinhos e conchas nas cavernas Riwi (Austrália) e Hang Thung Bih 1 (Vietnã) constituem um grupo de evidências encontradas a longas distâncias do litoral, apontando para uma possível migração entre os biomas próximos ao litoral, mas não necessariamente puramente puramente costeira como indica a hipótese.